# Simon Kroon
Simon Robert Kroon (* 16. Juni 1993) ist ein schwedischer ehemaliger Fußballspieler. Der Offensivspieler, der in seiner Karriere in seinem Heimatland und in Dänemark unter Vertrag stand, gewann mit Malmö FF zweimal den schwedischen Meistertitel.

## Werdegang
Kroon begann mit dem Fußballspielen bei Limhamns IF. 2005 wechselte er in den Nachwuchsbereich von Malmö FF. In der Spielzeit 2011 rückte er zeitweise in den Kader der Erstligamannschaft auf und debütierte im Sommer des Jahres in der Allsvenskan. Er hielt sich zunächst im Kader und bestritt letztlich acht Saisonspiele, in der folgenden Spielzeit war er jedoch vorwiegend wieder im Jugend- und Reservebereich aktiv.
Im Laufe der Spielzeit 2013 setzte sich Kroon im Kader der Erstligamannschaft fest, wenngleich Trainer Rikard Norling ihn vornehmlich als Einwechselspieler einsetzte – nur in einer seiner 17 Ligapartien in der Meisterschaftssaison stand er in der Startformation. Dennoch rückte er in den Fokus der Verantwortlichen des Svenska Fotbollförbundet und wurde in der schwedischen U-21-Auswahlmannschaft berücksichtigt. Unter Norlings Nachfolger Åge Hareide stand er vermehrt in der Startelf und erreichte mit der Mannschaft um Magnus Eriksson, Markus Halsti, Isaac Kiese Thelin, Emil Forsberg und Markus Rosenberg im Sommer 2014 erstmals in der Vereinsgeschichte die Gruppenphase der UEFA Champions League. Dort kam er mehrfach als Einwechselspieler zum Einsatz und erzielte bei der 2:4-Niederlage bei Olympiakos Piräus ein Tor, schied aber mit der Mannschaft als Gruppenletzter aus. Parallel verteidigte er mit der Mannschaft den Meistertitel, wobei er bei seinen 19 Spieleinsätzen neunmal in der Startelf stand. Abermals erreichte er mit der Mannschaft in der Spielzeit 2105/16 die Gruppenphase der Champions League, wiederum blieb ihm nur die Rolle des Ergänzungsspielers.
Nachdem Kroon in der Spielzeit 2015 lediglich in sechs Partien in der Allsvenskan mitgewirkt hatte, verließ er zum Jahresende mit Auslaufen seines Vertrages Malmö FF und schloss sich dem dänischen Klub Sønderjysk Elitesport an. In der Superliga war er schnell Stammspieler und bestritt bis zum Saisonende 15 Partien. Hinter dem FC Kopenhagen schloss er die Saison als Vizemeister ab.
Nach zwei Jahren, in denen er auch an MIdtylland ausgliehen wurde, wechselze er zu Östersunds FK, wo er bis zum Karriereende im Januar 2025 blieb.